# Deputati della I legislatura del Regno di Sardegna
Elenco dei deputati della I legislatura del Regno di Sardegna.

## Elenco
Per ogni deputato è indicato il collegio di elezione. Non sono riportati i nomi dei deputati per i quali venne annullata l'elezione.

### A
- Giovanni Agazzi (Borgotaro)
- Pietro Luigi Albini (Arona)
- Georges Allamand (Taninges)
- Vittorio Angius (Lanusei)
- Carlo Anguissola (Pianello)
- Giacomo Antonini (Cigliano)
- Paolo Appiani di Castelletto (Cortemiglia)
- Giuseppe Arnulfo (Biella)
- Giorgio Asproni (Nuoro I)
- Carlo Avondo (Cossato)

### B
- Giovanni Battista Badariotti (Pancalieri)
- Cesare Balbo (Chieri)
- Carlo Barbaroux (San Damiano d'Asti)
- Giuseppe Barbavara di Gravellona (Biandrate)
- Luigi Barbavara di Gravellona (Vigevano)
- Federico Barbier (Quart)
- Giovanni Battista Barralis (Sospello)
- Claudio Bastian (Saint-Julien)
- Francesco Bastian (Bonneville)
- Severino Battaglione (Caluso)
- Carlo Baudi di Vesme (Iglesias II)
- Giovanni Belli (Domodossola I)
- Alberto Benedini (Busseto)
- Camillo Benso[2] (Torino I)
- Gaspare Benso (Carmagnola)
- Giacomo Benso (Pieve d'Oneglia)
- Giuseppe Elia Benza (Porto Maurizio)
- Giovanni Berchet (Piacenza I)
- Pasquale Berghini (Sarzana)
- Francesco Biale (Varazze)
- Fruttuoso Biancheri (Collegio elettorale di Ventimiglia)
- Giovanni Bianchetti (Domodossola I)
- Alessandro Bianchi (Novi Ligure)
- Cesare Leopoldo Bixio (Genova IV)
- Pietro Blanc[2] (Albertville)
- Luigi Boarelli (Venasca)
- Carlo Bon Compagni di Mombello (Crescentino)
- Bartolomeo Bona (Spigno)
- Luigi Botta (Ornavasso)
- Alessandro Bottone di San Giuseppe (Gassino)
- Stefano Braggio (Acqui)
- Giuseppe Brignone (Pinerolo)
- Angelo Brofferio (Caraglio)
- Emilio Broglio (Castel San Giovanni)
- Léon Brunier (La Chambre)
- Domenico Buffa (Ovada)
- Benedetto Bunico (Nizza Marittima I)
- Giuseppe Buniva (Bricherasio)

### C
- Cesare Cabella (Voltri)
- Stanislao Caboni (Cagliari II)
- Carlo Cadorna (Pallanza)
- Antonio Cagnardi (Romagnano)
- Giuseppe Cambieri (Mede)
- Bartolomeo Campora (Valenza)
- Siro Andrea Carli (Sanremo)
- François Carquet (Bourg Saint-Maurice)
- Gabrio Casati (Rapallo)
- Giovanni Battista Cassinis (Salussola)
- Michelangelo Castelli (Condove)
- Giovanni Battista Cavallera (Boves)
- Gaspare Cavallini (Sartirana)
- Antonio Caveri (Sestri Levante)
- Joseph-Agricola Chenal (Sallanches)
- Massimo Cordero di Montezemolo (Garessio)
- Giovanni Battista Cornero (Mombercelli)
- Giuseppe Cornero (Alessandria II)
- Carlo Corsi di Bosnasco (Nizza Monferrato)
- Giuseppe Antonio Corte (Carrù)
- Pantaléon Costa de Beauregard (Chambéry)
- Giacinto Cottin (Torino II)
- Francesco Cugia Delitala (Alghero II)

### D
- Massimo d'Azeglio (Strambino)
- Giuseppe Dabormida (Avigliana)
- Cesare Dalmazzo (Pontestura)
- Lazzaro Damezzani (Varazze)
- Lodovico Daziani (Monforte)
- Salvator Angelo De Castro (Oristano II)
- Giuseppe De Forax (Thonon)
- Vincenzo De Giorgi (Gavi)
- Gaetano De Marchi (Mongrando)
- Gustavo De Martinel (Aix les Bains)
- Pietro De Rossi di Santarosa (Savigliano)
- Raimondo De Serraval (Saint-Julien)
- Vittorio De Villette (Ugine)
- Giovanni Del Mastro (Santhià)
- Agostino Depretis (Broni)
- Luigi des Ambrois de Nevache (Susa)
- Carlo Maria Despine (Duing)
- Giovanni Battista Doria di Dolceacqua[2] (Albenga)
- Giacomo Durando (Mondovì)
- Giuseppe Durini (Pianello)

### F
- Benedetto Fabre (Borgo San Dalmazzo)
- Bernardo Falqui Pes (Iglesias)
- Maurizio Farina (Rivarolo)
- Paolo Farina (Genova VI)
- Nicolò Federici (Genova II)
- Carlo Lorenzo Ferlosio (Castelnuovo Scrivia)
- Ottavio Ferrari (Langhirano)
- Luigi Ferraris (Trino)
- Domenico Figini (Serravalle)
- Domenico Fois (Cagliari V)
- Basilio Folliet (Evian)
- Antonio Franzini (Felizzano)
- Vittorio Fraschini (Asti)
- Giacomo Fresco (Sassari II)

### G
- Domenico Galli (Nizza Marittima II)
- Filippo Galvagno (Montechiaro d'Asti)
- Giuseppe Gambini (Costigliole d'Asti)
- Orlando Garbarini (Fontanellato)
- Giuseppe Garibaldi (Cicagna)
- Gaudenzio Gautieri (Novara I)
- Costanzo Gazzera (Cherasco)
- Luigi Genina (Lanzo)
- Luigi Guglielmo Germi (Sarzana)
- Carlo Giarelli (Bettola)
- Francesco Gillet (La Motte Servolex)
- Giuseppe Ginet (Rumilly)
- Vincenzo Gioberti (Torino III)
- Pietro Gioja (Piacenza I)
- Tommaso Giuseppe Luigi Girod (Rumilly)
- Filippo Grandi (Monticelli)
- Gaspare Grandi (Rivoli)
- Severino Grattoni (Varzi)
- Francesco Guglianetti (Novara II)
- Francesco Guillot (Cuglieri)

### J
- Antonio Jacquemoud (Moûtiers)
- Giuseppe Jacquemoud (Pont Beauvoisin)
- Giovanni Battista Josti (Mortara)

### L
- Alfonso La Marmora (Racconigi)
- Giovanni Lanza (Frassineto)
- Bartolomeo Leotardi (Puget-Théniers)
- Amato Levet (Annecy)
- Ambrogio Longoni (Rapallo)
- Antonio Louaraz d'Arville (Montmeillan)
- Giuseppe Lyons (Moncalvo)

### M
- Francesco Maggioncalda (Torriglia)
- Nicolò Maggioncalda (Recco)
- Faustino Malaspina (Bobbio)
- Cristoforo Mameli (Cagliari III)
- Alessandro Manzoni[2][3] (Arona)
- Jean-Laurent Martinet  (Aosta)
- Pietro Martini (Cagliari I)
- Antonio Massa (Stradella)
- Achille Mauri[2] (Arona)
- Massimo Mautino (Vistrorio)
- Filippo Mellana (Casale Monferrato)
- Luigi Federico Menabrea (Verrès)
- Felice Merlo (Fossano)
- Alessandro Messea (Finalborgo)
- Alessandro Michelini (Canale)
- Giovanni Battista Michelini (Demonte)
- Giuseppe Mischi (Castell'Arquato)
- Guglielmo Moffa di Lisio Gribaldi (Bra)
- Agostino Molino (Borgosesia)
- Giovanni Napoleone Monti (Montemagno)
- Bartolomeo Muzzone (Racconigi)

### N
- Giovanni Notta (Moncalieri)

### O
- Filippo Oldoini (Spezia)
- Raimondo Orrù Lilliu (Isili)

### P
- Ferdinando Palluel[3] (Albertville)
- Damaso Pareto (Rivarolo Ligure)
- Lorenzo Pareto (Genova VII)
- Giuseppe Luigi Passino (Cagliari II)
- Didaco Pellegrini (Genova II)
- Francesco Pellegrino (Cuneo)
- Alessandro Pelletta di Cortanzone (Intra)
- Filippo Giacomo Penco (Genova V)
- Luigi Pernigotti (Castelnuovo Scrivia)
- Pietro Pernigotti (Tortona)
- François Perravex (Annemasse)
- Ettore Perrone di San Martino (Ivrea)
- Matteo Pescatore (Pont)
- Pietro Pes (Tempio)
- Camillo Piatti (Piacenza II)
- Pier Dionigi Pinelli (Cuorgnè)
- Giuseppe Plochiù (Cavour)
- Enrico Polliotti (Perosa)
- Luigi Pollone (Castelnuovo d'Asti)
- Giuseppe Pozzo (Andorno-Biella)
- Fortunato Prandi (Ceva)
- Gian Giacomo Prever (Torino VII)
- Gian Domenico Protasi (Domodossola II)

### R
- Paolo Racchia[2] (Alba)
- Enrico Ract (Saint-Pierre d'Albigny)
- Evasio Radice (Torino V)
- Urbano Rattazzi (Alessandria I)
- Amedeo Ravina (Torino VI)
- Giovanni Regis (Dogliani)
- Costantino Reta (Santhià)
- Alessandro Riberi (Dronero)
- Carlo Riccardi (Oneglia)
- Vincenzo Ricci (Genova I)
- Ercole Ricotti (Voghera)
- Giuseppe Rossi (Costigliole d'Asti)
- Agostino Ruffini (Genova III)
- Giovanni Domenico Ruffini (Taggia)
- Giovanni Rusca (Staglieno)

### S
- Ruggiero Gabaleone di Salmour (Caselle)
- Pietro Salvatico (Bardi)
- Giacinto Salvi (Varzi)
- Francesco Sauli (Levanto)
- Filippo Schizzati (Parma II)
- Federigo Sclopis di Salerano (Torino IV)
- Antonio Scofferi (Alassio-Albenga)
- Giovanni Battista Sella (Bioglio)
- Guglielmo Serazzi (Novara I)
- Francesco Serra Boyl (Alghero I)
- Francesco Maria Serra (Cagliari IV)
- Orso Serra (San Quirico)
- Bernardino Signoretti (Barge)
- Riccardo Sineo (Saluzzo)
- Giovanni Siotto Pintor (Nuoro II)
- Giuseppe Siotto Pintor (Isili II)
- Vittorio Antonio Solari (Chiavari)
- Antioco Spano (Oristano III)
- Eugenio Stefano Stara (Vercelli)
- Francesco Sulis (Sassari III)
- Giovanni Maria Sussarello (Ozieri)

### T
- Sebastiano Tecchio (Venasca)
- Maurizio Tercinod (Quart)
- Alfonso Testa (Castel San Giovanni)
- Ottavio Thaon di Revel (Utelle)
- Giovanni Antonio Tola (Oristano)
- Pasquale Tola (Sassari)
- Michelangelo Tonello (Sanfront)
- Francesco Troglia (Cirié)
- Francesco Tubi (Oleggio)
- Aurelio Turcotti (Varallo)
- Giovanni Battista Tuveri (Cagliari I)

### V
- Lorenzo Valerio (Casteggio)
- Angelo Valvassori (San Martino Siccomario)
- Saverio Francesco Vegezzi (Borgomanero)
- Paolo Viora (Chivasso)

### Z
- Francesco Zunini (Savona)

## Collegi privi di deputati
Nel collegio di Traversetolo non ebbe luogo l'elezione.